# Tricolia landinii
Tricolia landinii is een slakkensoort uit de familie van de Phasianellidae. De wetenschappelijke naam van de soort is voor het eerst geldig gepubliceerd in 2007 door Bogi & Campani.